# Fis-dur

Znaki przykluczowe w tonacji Fis-dur

Diagram akordu Fis-dur dla gitary

Fis-dur – oparta na skali durowej tonacja muzyczna, której toniką jest fis. 
Gama Fis-dur zawiera dźwięki: fis, gis, ais, h, cis, dis, eis. Tonacja Fis-dur zawiera sześć krzyżyków.
| Gama Fis-dur zapisana za pomocą przygodnych znaków chromatycznych | Audio playback is not supported in your browser. You can download the audio file. |
| Gama Fis-dur zapisana za pomocą znaków przykluczowych             | \relative f'{ \key fis \major \override Staff.TimeSignature #'stencil = ##f \cadenzaOn fis1 gis ais b cis dis eis fis \cadenzaOff } \addlyrics { \small { fis gis ais h cis dis eis fis } } |

Pokrewną jej molową tonacją paralelną jest dis-moll, jednoimienną molową – fis-moll.
Fis-dur to także akord, zbudowany z pierwszego (fis), trzeciego (ais) i piątego (cis) stopnia gamy Fis-dur.
| Akord Fis-dur | Audio playback is not supported in your browser. You can download the audio file. |

Znane dzieła w tonacji Fis-dur:
- Fryderyk Chopin - Barkarola op. 60
- Maurice Ravel - Laideronette